# Amphiprion omanensis
Amphiprion omanensis är en fiskart som beskrevs av Allen och Mee, 1991. Amphiprion omanensis ingår i släktet Amphiprion och familjen frökenfiskar. Inga underarter finns listade i Catalogue of Life.
Exemplaren blir upp till 14 cm långa. I ryggfenan finns 10 taggstrålar och 10 till 17 mjukstrålar. Analfenan har 2 taggstrålar och 14 till 15 mjukstrålar. Amphiprion omanensis har en mörkbrun grundfärg med svarta buk- och analfenor. Hos ungar är även stjärtfenan svartaktig. På bålen finns en eller två lodräta vita strimmor.
Denna fisk förekommer i havet vid Oman, östra Jemen, östra Somalia och kring ön Socotra. Den dyker till ett djup av 23 meter. Arten hittas oftast vid korallrev med anemoner av arterna Entacmaea quadricolor, läderanemon and Stichodactyla haddoni. Under parningstiden bildas monogama par. Honor lägger ägg som bevakas av hannen.
För beståndet är inga hot kända. Fler exemplar fångas och hölls som akvariefisk. IUCN listar arten som livskraftig (LC).